# Pyszka (mokradło)
Mokradło Pyszka – mokradło na strudze Pysznicy w pobliżu jej ujścia do starorzecza Parsęty, niedaleko od osady Pyszka w powiecie kołobrzeskim.

## Przyroda

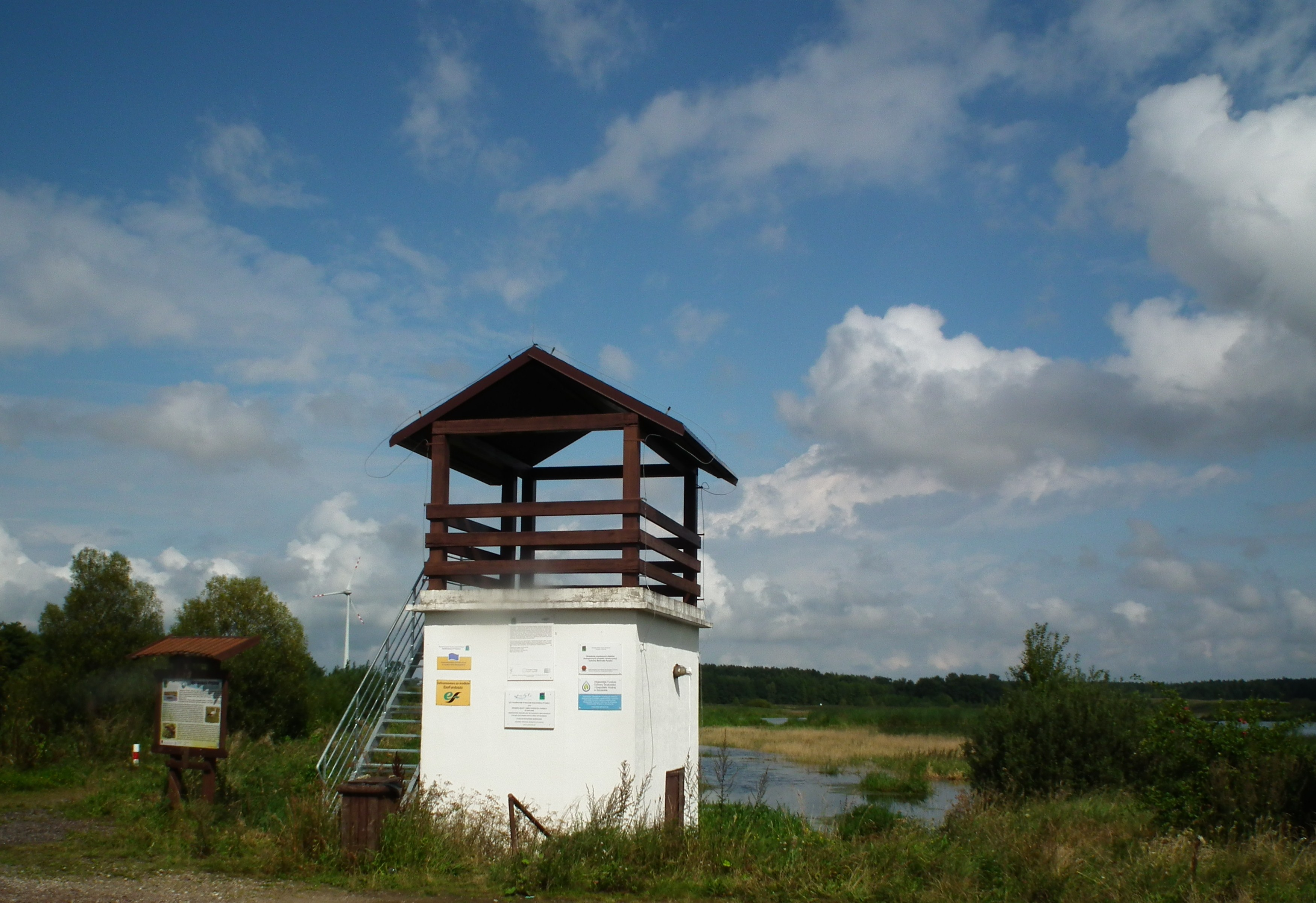
Śluza z wieżą obserwacyjną

Mokradło powstało w 2004 w wyniku pilotażowego projektu Renaturalizacja Mokradła Pyszka, mającego na celu przywrócenie naturalnych, podmokłych terenów w dolinie Pysznicy. Projekt był prowadzony przez Związek Miast i Wsi Dorzecza Parsęty z wykorzystaniem środków Unii Europejskiej (całość kosztowała niecały milion złotych). Stworzono teren zalewowy o powierzchni 40 hektarów, w tym 14 hektarów jest zalane trwale. Dawniej były to zmeliorowane łąki. W początkowej fazie w wodach mokradła dominował szczupak i lin, ale później zespół uległ przekształceniu w kierunku zbiorowiska eutroficznego z przewagą płoci i krąpia. Powyższe wytworzyło bardzo dobrą bazę pokarmową dla ptaków żywiących się rybami. Poprawie uległy warunki życia płazów. Niewielkie zagłębienia z podsiąkającą wodą stały się doskonałym siedliskiem dla ropuchy szarej, traszki zwyczajnej i grzebieniastej. Nowe tereny odnalazły tu dla siebie m.in. myszołów i błotniak stawowy, zalatuje natomiast bielik i orlik krzykliwy. W czasie jesiennych przelotów napotkano prawdopodobnie sokoła wędrownego. Z Pyszki i Jazów (z tamtejszych budynków gospodarczych) zalatują tu prawdopodobnie sowy. Utworzenie zalewu spowodowało pojawienie się przynajmniej 20-30 nowych gatunków gniazdujących, także wodno-błotnych. W czasie przelotów mokradło jest ostoją dla gęsi i żurawi (wędrują wzdłuż wybrzeża Bałtyku). Na terenie mokradła żyją też ssaki owadożerne: rzęsorek rzeczek i rzadki rzęsorek mniejszy. Żerują tu nietoperze, a bardzo liczne są bezkręgowce.
Mokradło zmniejsza odpływ biogenów do wód Parsęty oraz pełni rolę retencyjną, wzbogaca bioróżnorodność, a także walory krajobrazowe terenu.

## Wędkarstwo
Użytkownikiem rozlewiska jest Związek Miast i Wsi Dorzecza Parsęty. Wędkowanie jest tu możliwe na zasadach amatorskiego połowu ryb, po uzyskaniu zezwolenia.

## Dojazd i sąsiedztwo
Bezpośrednio przy mokradle przebiega droga wojewódzka nr 163 (odcinek Karlino - Kołobrzeg) i znajduje się parking. W niedużej odległości funkcjonuje rodzinny park rozrywki Pomerania.